# Ladora (Iowa)
Ladora – miasto w Stanach Zjednoczonych, w stanie Iowa, w hrabstwie Iowa. Zgodnie ze spisem statystycznym z 2000 roku, miasto liczyło 287 mieszkańców.